# Antonio Cosulich
Antonio Cosulich (Lussinpiccolo, 16 febbraio 1875 – Trieste, 9 novembre 1957) è stato un armatore italiano.

## Biografia
Apparteneva a un'importante e storica famiglia di armatori. Divenuto capitano di marina, dal 1913 al 1918 fu agente della compagnia a Buenos Aires e dal 1924 co-direttore della stessa, dopo il difficile periodo post bellico e l'annessione dell'ex austroungarica Trieste all'Italia. Divenne direttore generale della compagnia fino al 1937. In quegli anni vi fu un complesso susseguirsi di eventi che portarono alla creazione di Finmare, cioè la Società finanziaria marittima di settore (IRI) e il Cosulich ne assunse la vicepresidenza mantenendo tale carica sino al 1943.
Nel 1938 fece parte della Missione economica italiana in Giappone e Manchukuo.
In epoca fascista fu altresì membro del Consiglio superiore dell'Economia nazionale, presidente della Federazione fascista degli armatori dell'Adriatico orientale, membro della Corporazione Mare e Aria e del Consiglio nazionale delle Corporazioni. Nel 1941 divenne vicepresidente e in seguito presidente della Camera di commercio di Trieste e ciò fino al 1955.
Nel 1943 venne eletto presidente delle Assicurazioni Generali conservando tale carica nel difficile periodo della guerra civile, dell'annessione di Trieste alla Germania e nel dopoguerra fino al 1948.
Nel 1945 fu arrestato come finanziatore del Comitato di liberazione di Trieste.
Anche dopo la Seconda guerra mondiale, mentre Trieste venne occupata dalle forze angloamericane, la sua figura ebbe un ruolo politico piuttosto importante: nel 1945-1946 fece infatti parte della commissione triestina a Parigi per il problema del Territorio di Trieste.
Dopo che la città e il cosiddetto Territorio libero (o zona A) tornarono all'Italia nel 1954, egli fu inoltre Socio della ricostituita ditta Fratelli Cosulich dal 1955, presidente dei Magazzini generali triestini dal 1955 al 1957, consigliere d'amministrazione della Aquila Raffinerie di petrolio di Trieste, e vicepresidente della triestina Società di sicurtà armatori.